# Jo van den Broek
Johannes Hendrik (Jo) van den Broek (Rotterdam, 4 oktober 1898 – Den Haag, 6 september 1978) was een Nederlands architect, en hoogleraar Bouwkunde aan de Technische Hogeschool Delft.

## Leven en werk
Na een opleiding tot onderwijzer voltooide Van den Broek aan de Technische Hogeschool Delft zijn studie als bouwkundig ingenieur.
Tussen 1927 en 1937 werkte hij als zelfstandig architect in Rotterdam en was onder meer betrokken bij de opzet van het Mathenesserplein en de woningbouw in Blijdorp en de Millinxbuurt, en bouwde hij een van zijn eerste projecten: wooncomplex De Eendracht.

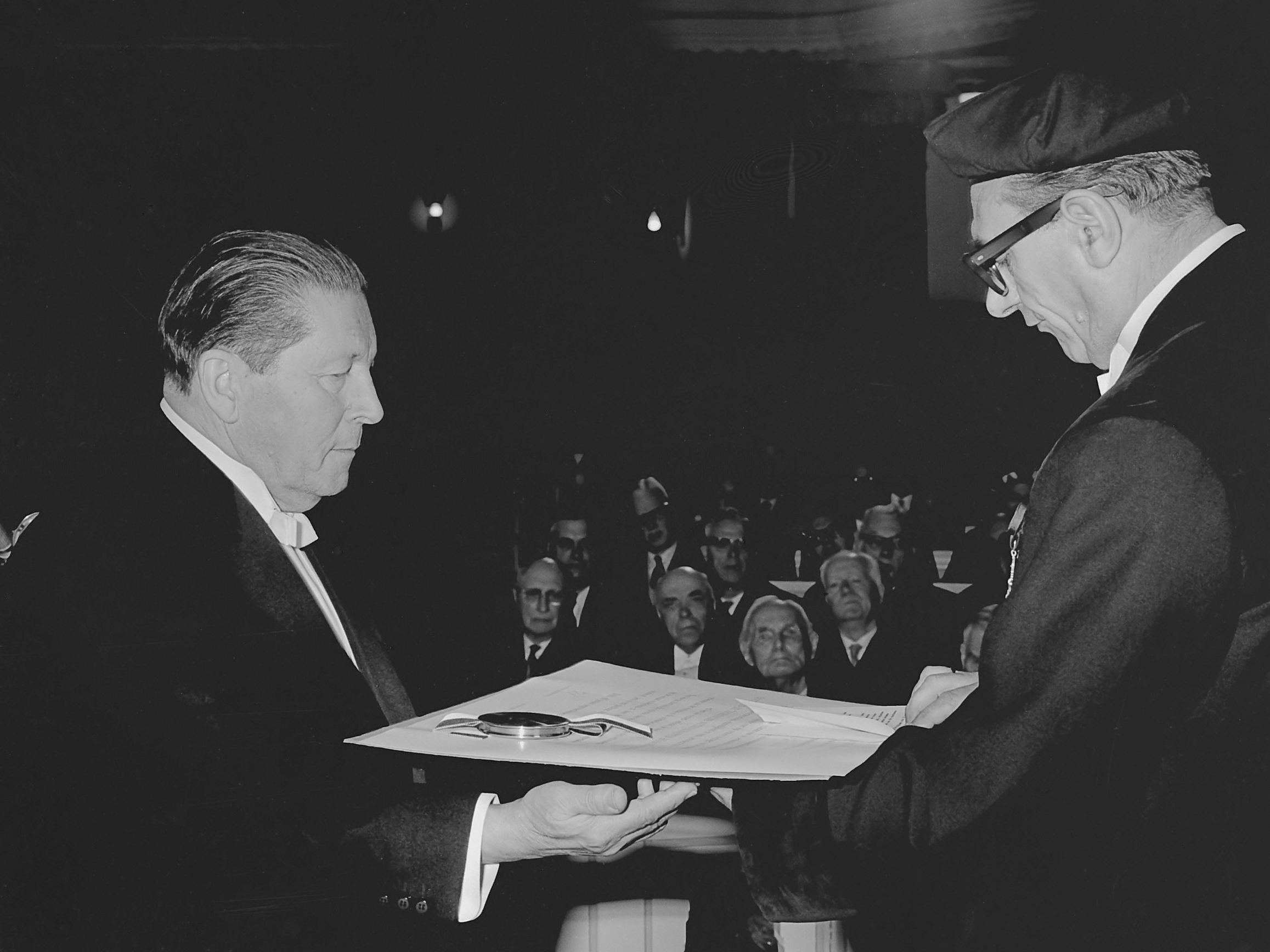
Jo van den Broek (r.) reikt Gerrit Rietveld de versierselen uit behorende bij het eredoctoraat aan de Technische Universiteit Delft (1964)

Na het overlijden van Leendert van der Vlugt in 1937 trad Van den Broek toe tot het architectenbureau Brinkman en Van der Vlugt, dat verderging onder de naam Brinkman en Van den Broek. In die tijd werd de vertrekhal van de Holland-Amerika Lijn gerealiseerd.
Na het bombardement op Rotterdam was Van den Broek intensief betrokken bij het plannen van de wederopbouw van Rotterdam.
Na de oorlog werkte hij samen met Jaap Bakema in het architectenbureau Van den Broek en Bakema en realiseerde een groot aantal projecten in en buiten Rotterdam. Het winkelcentrum Lijnbaan en Het Dorp in Arnhem zijn de bekendste projecten van dit bureau.
Naast zijn werkzaamheden als architect was Van den Broek tussen 1947 en 1964 hoogleraar Bouwkunde aan de Technische Hogeschool Delft.

## Werken

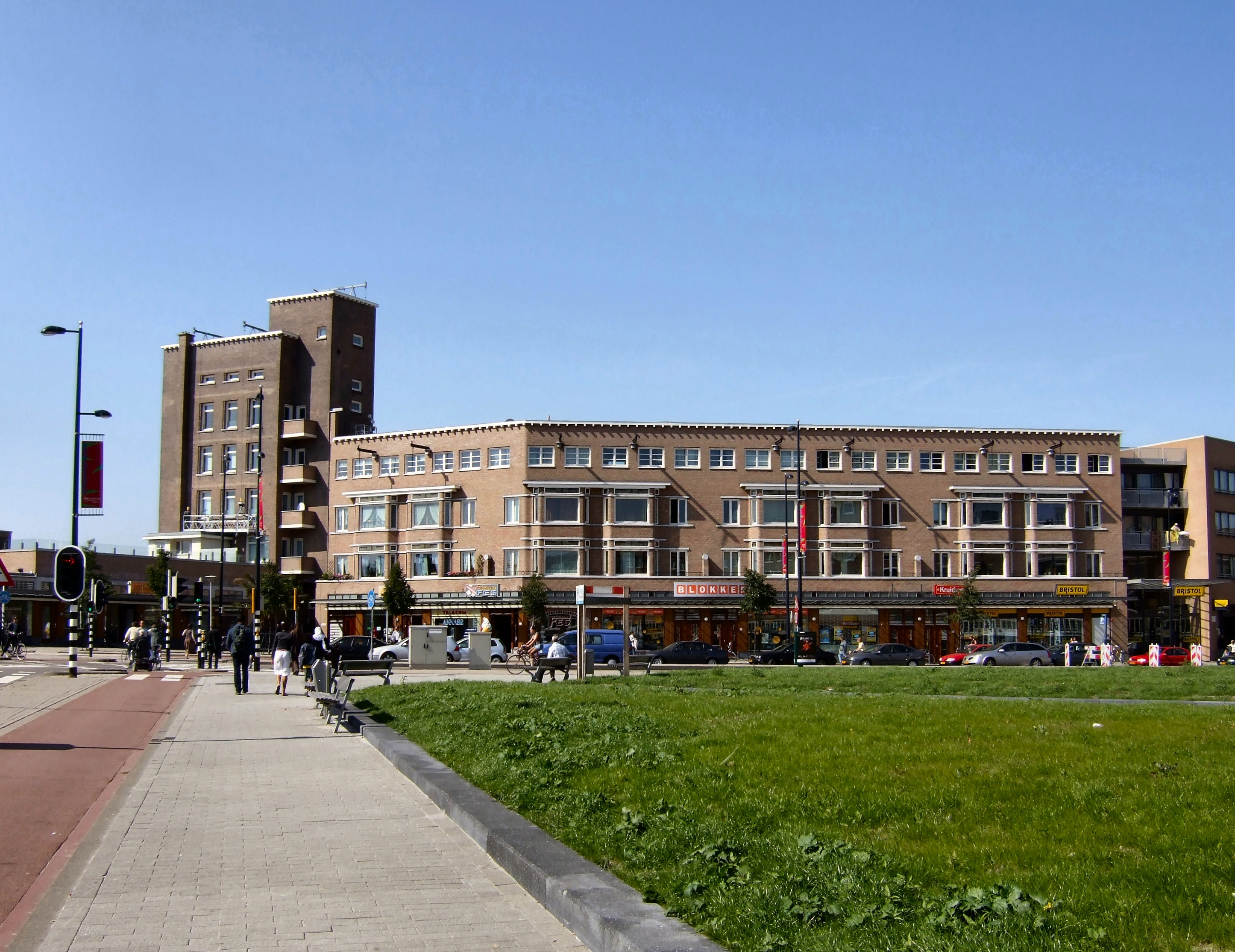
Mathenesserplein, Rotterdam-West
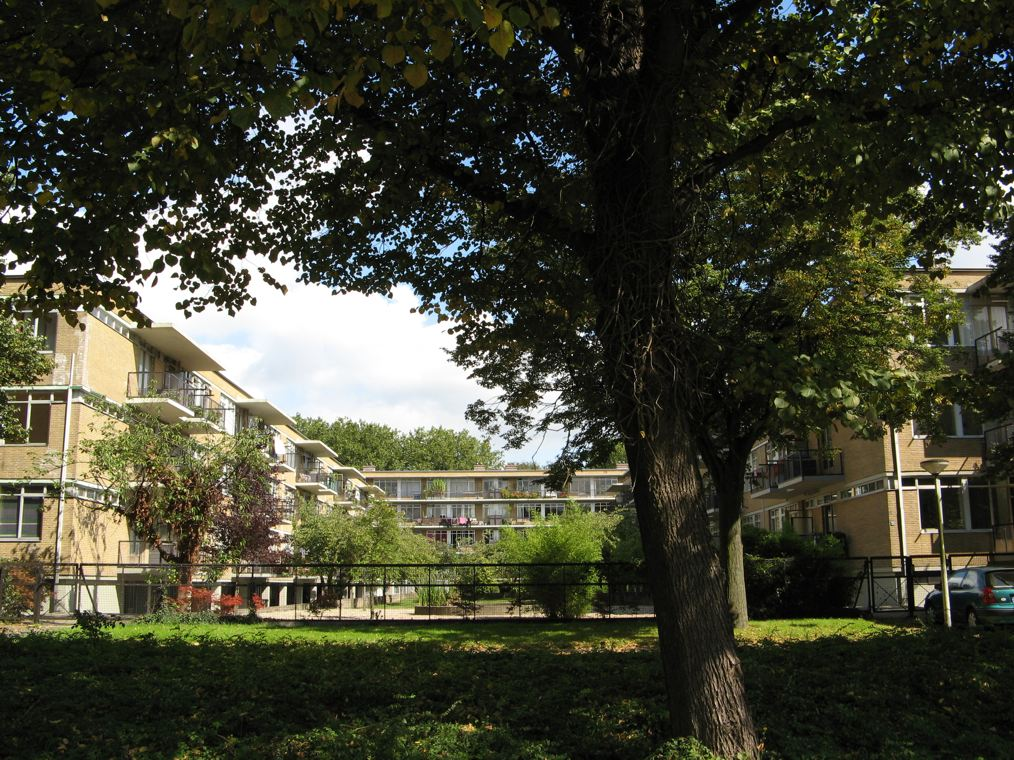
Wooncomplex De Eendracht
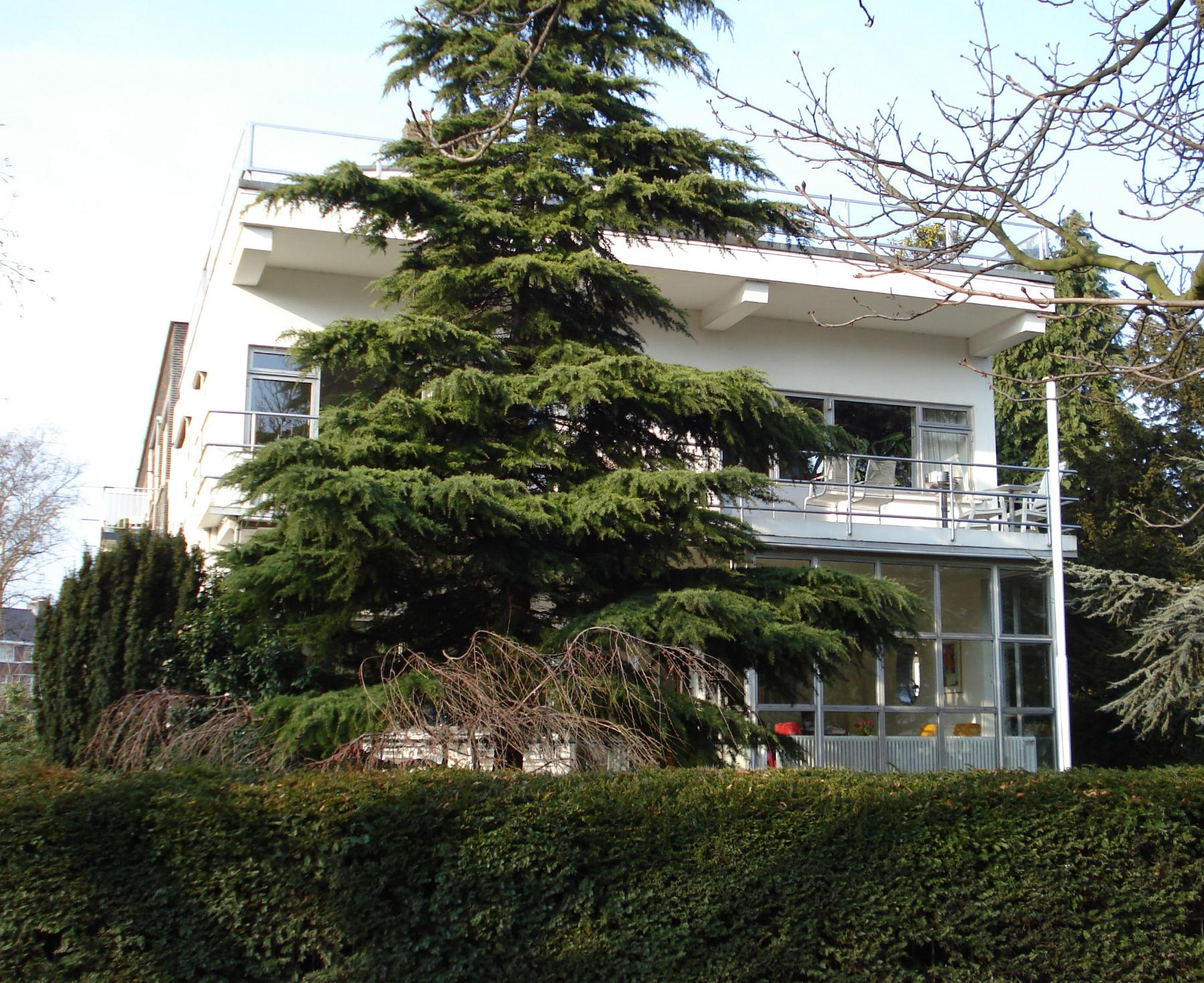
Woonhuis Gestel, Blijdorp Rotterdam
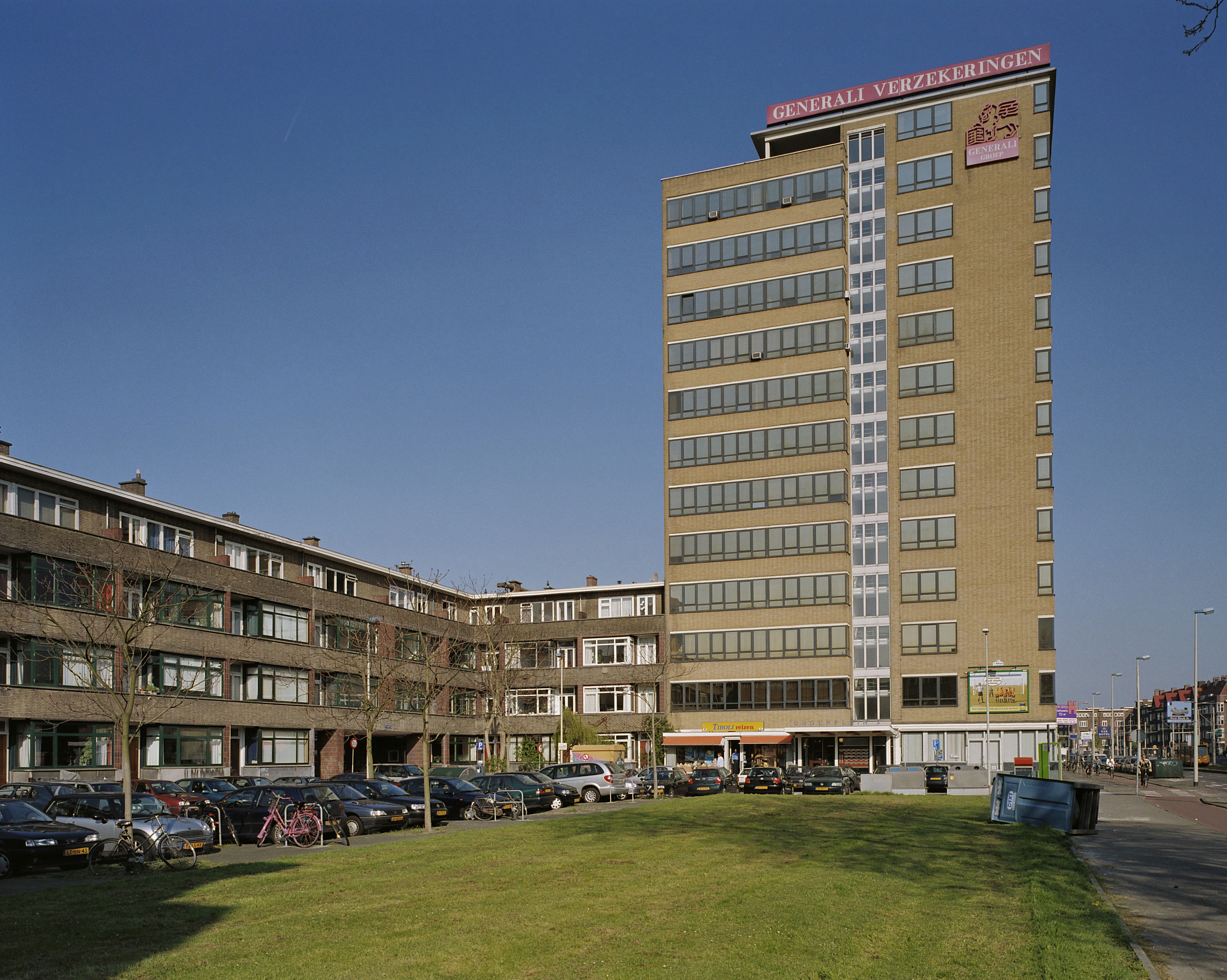
Complex Ungerplein
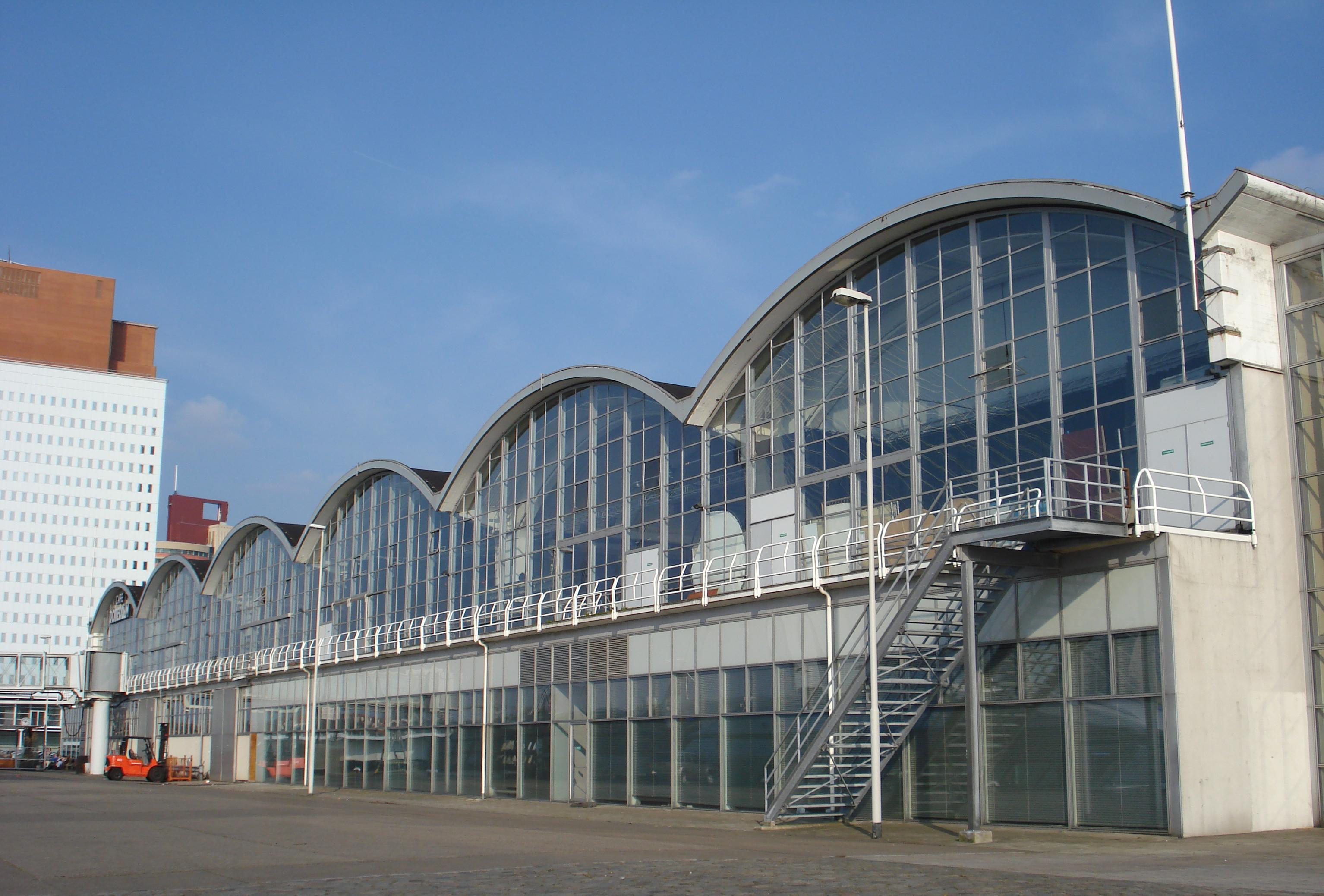
Vertrekhal van de Holland-Amerika Lijn
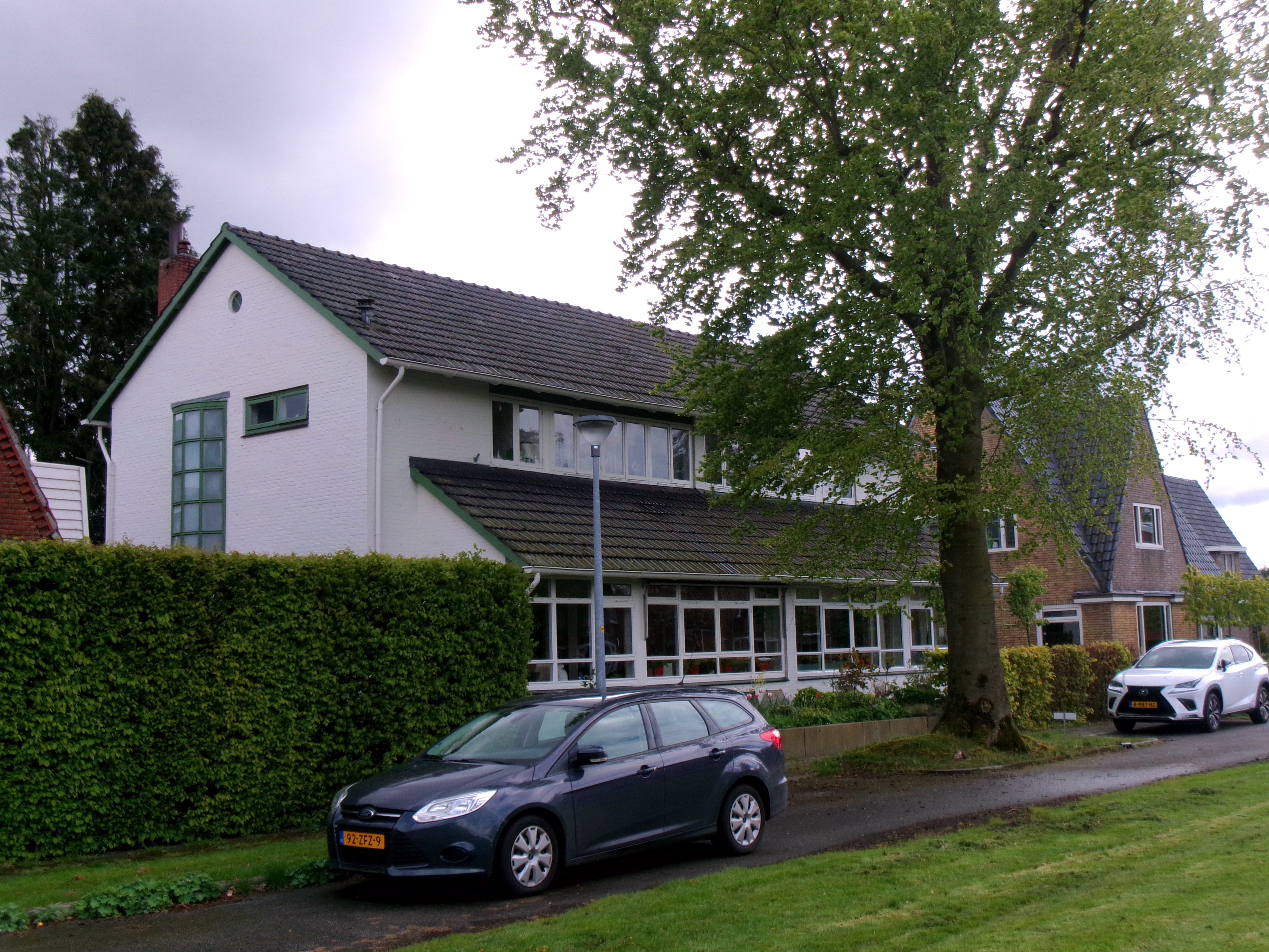
Dubbele woning aan de U. Wilkensstraat 15-17 in Veendam